# Іллінська церква (Дубно)
Свя́то-Іллі́нський собор в м. Дубно побудований 1908 року, хоч заснування давнішої церкви датується ХVІ століттям. Її спорудив князь Василь-Костянтин Костянтинович Острозький на честь свого брата Іллі та пророка Іллі, який є покровителем міста Дубна. В Дубенському історико-культурному заповіднику зберігається храмова ікона пророка Іллі ХVІ ст., подарована князем. На час будівництва нового храму настоятелями почергово служили о. Корнійович і о. Євгеній. Здавна церква володіла цегельним заводом. Кошти на будівництво церкви збирали всі конфесії міста. Найвагомішими були внески (по 2 тисячі золотих червінців) власника аптеки Федора Кучеровського і братів Ельбертів - власників хмілярні та оранжереї в Дубно. Столярними роботами на будівництві церкви і дзвіниці керував дубенчанин Михайло Шептинський. У 1892 році при храмові відкрилась церковно-парафіяльна школа Історія Іллінського собору засвідчує, що настоятелями тут працювали ряд відомих у 1920-1930-х рр. осіб, з-поміж яких - знаменитий фітотерапевт М. А. Носаль, регентом був композитор І. Новохацький. 

## Архітектура
Архітектурна стилістика храму цілком вкладається в канонічні рамки неоросійського стилю. П'ятиверха, п'ятикутна цегляна споруда з прилягаючою з півночі дзвіницею у російсько-візантійському стилі.
Є кілька входів до церкви — з півночі, сходу і заходу, головний — з півночі, з центральної вулиці Дубна, що зумовило дещо незвичну орієнтацію, характерну для православних храмів. Деякий час колись у цій церкві знаходилась благодатна ікона Божої Матері, пожертвувана Дубну ще князем Костянтином Острозьким (про що писав свого часу й Михайло Грушевський), але через кілька десятків років ця ікона, оздоблена перлами, кимось звідси була викрадена, і нині у храмі є лише її невдала копія.

## Ресурси інтернету
- Історична Волинь [Архівовано 4 березня 2016 у Wayback Machine.]
- Віртуальний 3D тур Іллінського храму

| Церква (споруда) | Це незавершена стаття про церковну будівлю. Ви можете допомогти проєкту, виправивши або дописавши її. |